# Cummins

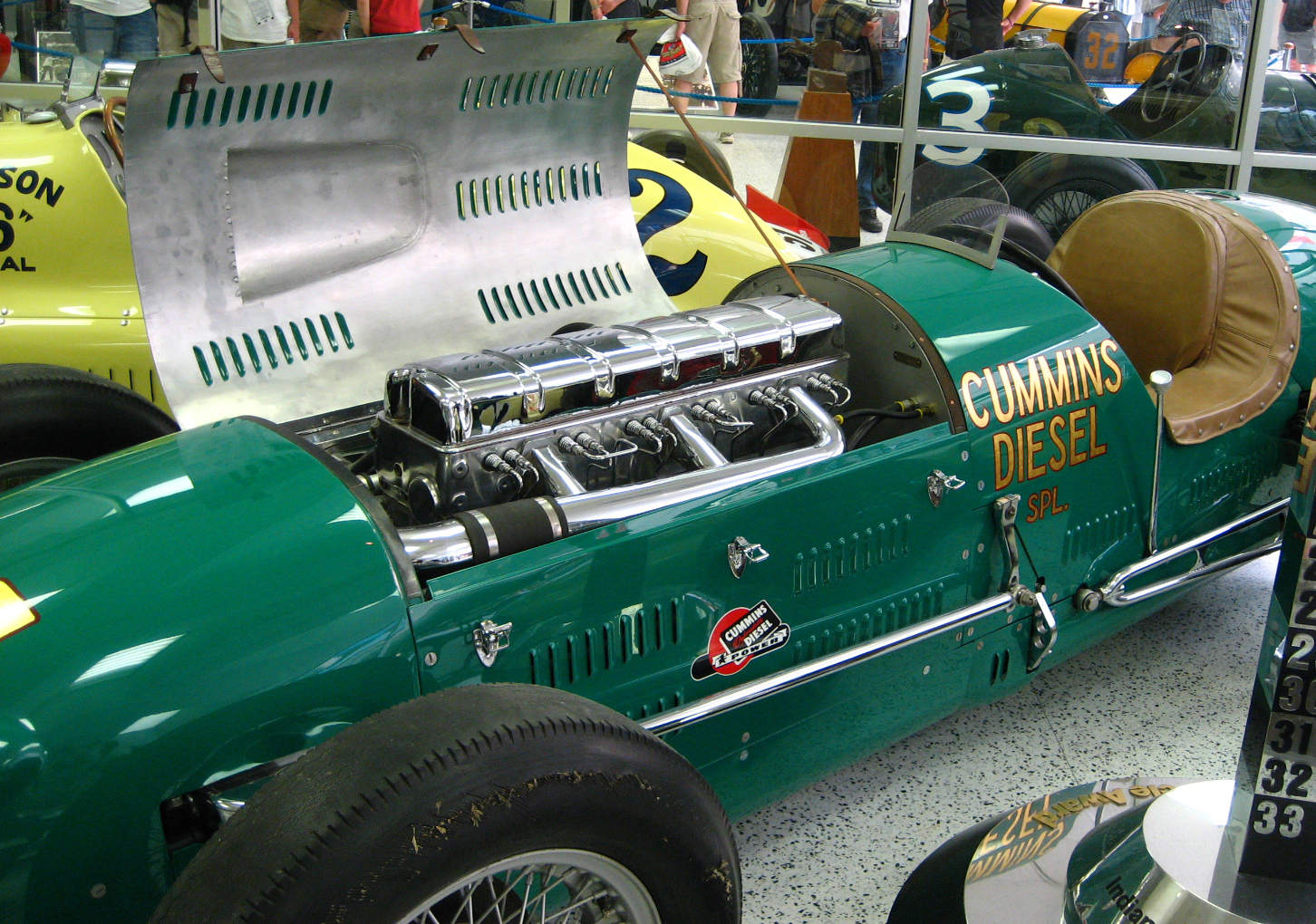
Dieselový motor Cummins v roadsteru pro závody 500 mil Indianapolis z roku 1950

Cummins Inc. je americký výrobce a distributor dieselových motorů, plynových motorů, filtrů a související technologie. Vyrábí motory s výkony od 55 HP do 3500 HP. Společnost byla založena v roce 1919 jako Cummins Engine Company a v současnosti má necelých 60 tisíc zaměstnanců.

## Historický vývoj
Vynálezce a zlepšovatel Clessie Cummins založil firmu s finanční podporou Williama Irwina v roce 1919 a počátkem třicátých let dodal dvoutaktní vznětové motory pro automobilku Duesenberg a závod 500 mil Indianopolis. Navzdory prokázané spolehlivosti a úspornosti se až později prosadily jejich motory pro lehké nákladní automobily a v padesátých letech získaly významný podíl na trhu těžkých nákladních automobilů. Ale i v pickupu Dodge RAM je od roku 1989 k mání řadový šestilitrový šestiválec Cummins.
K definitivnímu přechodu od dvoutaktních na čtyřtaktní vznětové motory došlo v roce 1934 na základě zkoušek v závodech 500 mil. V roce 1946 přihlašuje Clessie Cummins patent na první systém common rail vstřikování.

## Novější vývoj a obchodní jednotky
V šedesátých letech vznikl montážní závod ve Skotsku v Shotts, v Darlingtonu je vývojové centrum motorů pro Evropu a Asii.
V Indii fungoval společný podnik s Kirloskar Group od roku 1962 do 1996, kdy ho Cummins odkoupil. V Číně má podíl v joint-venture Dongfeng Cummins (motory pro automobily) a Guangxi Cummins Industrial Power (dieselagregáty).

### Cummins Westport Inc.
Společná firma pro dodávky plynových motorů využívající technologie Westport Innovations pro spalování plynu včetně neupraveného CNG.

### Cummins Onan
Dnes Cummins Power Systems, dodává stacionární i přenosné dieselgenerátory až do 3,5 MW. Vznikl koupí firmy Onan (1986) a Petbow (UK).

### Cummins Turbo Technologies
Dodává turbodmychadla značky Holset, společnost vznikla začleněním britské firmy Holset Engineering v roce 1973.

### Cummins Emission Solutions
Dodává filtry a katalyzátory spalin, know-how firmy Nelson Industries zakoupené v roce 1999.

### Cummins Filtration
Pod značkou Fleetguard dodává od roku 1958 palivové, olejové a hydraulické filtry.

### Elektromobilita
Cummins se snaží zachytit trend a podíl na rostoucím trhu vývojem pohonů nejprve pro městské autobusy, a to ve verzi jak bateriového tak i hybridního elektropohonu.